# Notoplanulina
Notoplanulina es un género de foraminífero bentónico de la subfamilia Gyroidinoidinae, de la familia Gavelinellidae, de la superfamilia Chilostomelloidea, del suborden Rotaliina y del orden Rotaliida. Su especie tipo es Planulina rakauroana. Su rango cronoestratigráfico abarca desde el Coniaciense hasta el Maastrichtiense (Cretácico superior).

## Clasificación
Notoplanulina incluye a las siguientes especies:
- Notoplanulina australis †
- Notoplanulina japonica †
- Notoplanulina primitiva †
- Notoplanulina rakauroana †